# غرينفيل دافي
غرينفيل دافي (بالإنجليزية: Grenville Davey)‏ هو فنان بريطاني، ولد في 28 أبريل 1961 في Launceston, Cornwall ‏ في المملكة المتحدة.

## وصلات خارجية
- غرينفيل دافي على موقع IMDb (الإنجليزية)